# Amietia ruwenzorica
Amietia ruwenzorica е вид жаба от семейство Pyxicephalidae.

## Разпространение
Видът е разпространен в Демократична република Конго и Уганда.